# Monona (Iowa)
Monona é uma cidade localizada no estado americano de Iowa, no Condado de Clayton.

## Demografia
Segundo o censo americano de 2000, a sua população era de 1550 habitantes.
Em 2006, foi estimada uma população de 1433, um decréscimo de 117 (-7.5%).

## Geografia
De acordo com o United States Census Bureau tem uma área de
3,0 km², dos quais 3,0 km² cobertos por terra e 0,0 km² cobertos por água. Monona localiza-se a aproximadamente 345 m acima do nível do mar.

## Localidades na vizinhança
O diagrama seguinte representa as localidades num raio de 20 km ao redor de Monona.